# Asura clavula
Asura clavula là một loài bướm đêm thuộc phân họ Arctiinae, họ Erebidae.